# Benzolsulfonsäure
Benzolsulfonsäure ist eine chemische Verbindung aus der Gruppe der Sulfonsäuren. Ihre Salze heißen Benzolsulfonate, pharmazeutisch auch Besilate.

## Gewinnung und Darstellung
Benzolsulfonsäure kann durch Sulfonierung von Benzol mit rauchender Schwefelsäure (Schwefelsäure mit wechselnden Mengen an Schwefeltrioxid) gewonnen werden:

## Verwendung
Benzolsulfonsäure dient als Katalysator bei chemischen Reaktionen und als Zwischenprodukt bei der Herstellung von Resorcin (über m-Benzoldisulfonsäure) und Phenol (durch Alkalischmelze).

## INN-Nomenklatur
Im medizinischen und pharmazeutischen Bereich lautet die international anerkannte Kurzform für das Anion der Benzolsulfonsäure (Benzolsulfonat) gemäß den INN-Regeln „Besilat“.  Solche Kurzformen werden für Molekülkomponenten angelegt, wenn ihre systematische Bezeichnung zu lang ist. Durch Kombination einer Kurzform mit dem INN der wirksamen Komponente des Arzneistoffs entsteht der „modifizierte INN“ (INNm).  Ein Beispiel ist der Arzneistoff Amlodipinbesilat, abgeleitet von der Stickstoffbase Amlodipin.

## Derivate
Derivate der Benzolsulfonsäure sind beispielsweise die Anisolsulfonsäuren und die Toluolsulfonsäuren.